# China State Shipbuilding Corporation
China State Shipbuilding Corporation (CSSC, en español: Corporación Estatal de Construcción Naval de China) es un conglomerado chino de construcción naval.

## Descripción
CSSC es uno de los 10 mayores grupos de defensa de China. Está formado por varios astilleros, fabricantes de equipos, institutos de investigación y empresas relacionadas con la construcción naval que construyen buques civiles y militares. Posee algunos de los astilleros más conocidos de China, como Dalian Shipbuilding Industry Company, Jiangnan Shipyard, Hudong-Zhonghua Shipbuilding, Guangzhou Huangpu Shipbuilding y Guangzhou Wenchong Shipyard. Su filial, China CSSC Holdings Limited (SSE: 600150), cotiza en la Bolsa de Shanghái, y a su vez es propietaria de otras filiales, entre ellas Shanghai Waigaoqiao Shipbuilding. En 2019 se fusionó con China Shipbuilding Industry Corporation, la entidad resultante mantuvo el nombre de CSSC. A partir de 2022, CSSC construye alrededor del 41% de todos los buques. Todos los buques de CSSC se construyen según especificaciones militares, de acuerdo con la doctrina del gobierno chino.